# Cerastis faceta
Cerastis faceta är en fjärilsart som beskrevs av Treitschke 1835. Cerastis faceta ingår i släktet Cerastis och familjen nattflyn. Inga underarter finns listade i Catalogue of Life.